# درو کلارک
درو کلارک (انگلیسی: Drew Clarke؛ –) سیاست‌مدار اهل استرالیا بود.
اندرو لی کلارک یک کارمند ارشد سابق دولتی استرالیا است که قبل از بازنشستگی در آوریل ۲۰۱۷ به عنوان دبیر چندین بخش و به عنوان رئیس ستاد نخست‌وزیر مالکوم ترنبول خدمت کرده‌است. هیئت مدیره nbn™ و قرار است رئیس اپراتور بازار انرژی استرالیا (AEMO) شود.

## تحصیلات
کلارک دارای لیسانس علوم کاربردی (نقشه‌برداری) از مؤسسه سلطنتی فناوری ملبورن، کارشناسی ارشد علوم از دانشگاه ایالتی اوهایو، و دیپلم از مؤسسه استرالیایی مدیران شرکت است.

## افتخارات
کلارک در سال ۲۰۰۹ در روز تولد ملکه، «به دلیل خدمات عمومی برجسته در ایجاد اصلاحات قابل توجه در بازار انرژی» مدال خدمات عمومی دریافت کرد.
او در سال ۲۰۱۱ به عنوان عضو آکادمی علوم و مهندسی فناوری استرالیا انتخاب شد.
کلارک در روز استرالیا در سال ۲۰۱۶ به عنوان افسر درجه استرالیا (AO) منصوب شد «برای خدمات برجسته به مدیریت عمومی، ارتباطات و سیاست‌های انرژی و اصلاحات، و به صنعت اطلاعات مکانی».